# Byøkologi
 Der er for få eller ingen kildehenvisninger i denne artikel, hvilket er et problem. Du kan hjælpe ved at angive troværdige kilder til de påstande, som fremføres i artiklen.

Byernes økologi er ofte blevet beskrevet som "åbne systemer". Dermed har man ønsket at fremhæve, hvad der foregår lige udenfor byerne, altså hvordan byerne er åbne for både indtag og udslip. Tyngden i denne synsmåde kan med fordel flyttes, sådan at man lægger mærke til det, som sker inde i byerne, dvs. sådan at byernes karakter af omladningsstation for menneskeligt forbrug fremhæves.

## Byøkologi generelt
Byerne er – om noget – den menneskelige habitat. Kun mennesker formår at omforme og målrette økosystemerne til egen fordel. Byerne er stedet, hvor ressourcer i form af stoffer og energi stilles til rådighed for mennesker. De er af samme grund også stedet, hvor stofferne kasseres og bliver til affald, mens energien omformes og slippes løs som varme. Dette forhold har præget byerne, lige siden de første blev bygget. Det var og er nødvendigt med en infrastruktur (veje, jernbaner, kanaler, lufthavne, ledningsnet, ventilationskanaler...), som kan føre ressourcer i form af stoffer, energi og arbejdskraft ind til byerne, og som kan føre affaldet, spildvarmen (og de nedslidte arbejdere) bort.
Balancen mellem byernes størrelse, infrastrukturens kapacitet og oplandets størrelse har været diskuteret og afprøvet siden oldtiden, men det er først inden for de seneste generationer, at man er begyndt at interessere sig for symptomerne på belastning, nedslidning og overforbrug. Ikke blot naturressourcerne bærer tydeligt præg af nedslidning, men menneskene er også ved at lide af en hel række af sundhedsproblemer, som kan tilskrives bymiljøet i større eller mindre grad.

## Byøkologi konkret
Konkret afviger byernes økologi fra det omgivende landskab på en række felter:
Byerne er fyldt med tekniske installationer som bygninger, veje, ledningsnet, maskiner og apparater, og de fjerner sig i alle biotiske og abiotiske aspekter af økosystemet fra omgivelserne. Årsagerne hertil kan findes bl.a. i den tiltagende belægning af overfladerne (veje, fortove, pladser) og sammenpresning af jorden, i varmeudslip fra energiudvindings- og industrianlæg, i de store mængder spildvarme fra boligerne samt i byudviklingsplanlægningen. De særlige, byøkologiske kendetegn kan tydeliggøres ved en sammenligning med de landlige omgivelser:
| Samlet udstråling            | ÷20%          |
| UV-stråling vinter           | ÷70 til ÷100% |
| UV-stråling sommer           | ÷10 til ÷30%  |
| Skydække                     |               |
| Tåge (pga. aerosoler) vinter |               |
| Tåge (pga. aerosoler) sommer |               |
| Årlig nedbør                 |               |
| Dug-nedbør                   | ÷65%          |
| Snefald                      | ÷5 til ÷10%   |
| Årstemperatur                |               |
| Minimumtemperatur vinter     |               |
| Varighed af frostperiode     | ÷25%          |
| Frostdage                    | ÷45%          |
| Årlig fordampning            | ÷30 til ÷60%  |
| Relativ luftfugtighed        | ÷6%           |
| Vindhastighed                | ÷20 til ÷30%  |

Planternes vækstperiode er ganske vist forlænget med 8-10 dage i forhold til det åbne land, men kun 35-45% af det samlede areal er dækket af vegetation.

## Menneskelig indflydelse
Producenternes artsantal er reduceret. De kan kun i utilstrækkeligt omfang forsørge konsumenterne med føde og kan således ikke opfylde deres opgave med at indsluse energi i økosystemet. Den nødvendige ekstra energi tilføres udefra, styret af mennesker. Derved vendes det naturlige forhold mellem konsumenter og producenter i næringspyramiden til fordel for en overvægt af konsumenterne mennesker og dyr.
Bymiljøet virker udvælgende pga. den høje befolkningstæthed og de intensive og uregelmæssige indgreb. Der udvikles en særlig byflora og byfauna, der med undtagelse af husdyr og haveplanter, i nogle tilfælde også fugle, er mere artsfattig end i oplandet, og som er kendetegnet af en karakteristisk artssammensætning, der rummer et flertal af generalister.
Styrken af den menneskelige indflydelse kan udtrykkes ved såkaldte hemerobigrader, der adskiller sig fra hinanden i andelen af hhv. neofytter og therofytter blandt karplanter og gennem specifikke jorddannelses- og jordforandringsprocesser. Man skelner imellem:
- ideochorer = arter, der forekom i et område, før de menneskelige indgreb blev mærkbare
- hemerochorer (antropochorer) = arter, der kom til som følge af menneskelig indgriben (f.eks. kulturplanter)
- archaeochorer = arter, der er indvandret i tidsrummet fra tidlig stenalder og op til middelalderen fra Middelhavsområdet og Mellemøsten
- neochorer = arter, der er indvandret i de sidste 500 år fra oversøiske områder (f.eks. bisamrotte)

Enkelte arter optræder i fraværelsen af konkurrencetryk og under de optimale livsbetingelser i meget stort antal (f.eks. brun rotte).
På grund af belægninger og mængderne af svært nedbrydeligt, syntetisk affald kan destruenterne ikke opfylde deres opgave med at nedbryde og tilbageføre næringsstofferne. Affaldet må derfor lagres på lossepladser. Da også konsumenterne spiller en utilstrækkelig rolle (vi spiser ikke op!), mangler de menneskeskabte økosystemer i sammenligning med de naturlige evnen til selvregulering.
Typisk for byerne er økosystemets mosaikkarakter. Det er sammensat af små enheder, der er tæt forbundet med hinanden:
- kulturørken = bygninger, befæstede arealer
- terrestriske habitater = haver, grønne anlæg, kirkegårde, sportspladser og lossepladser
- limniske habitater = åer, damme, friluftsbade og kilder

Til gengæld mangler de naturlige spredningskorridorer, som er hugget over for at sikre effektiviteten i de menneskelige infrastrukturer.